# وارم اسپرینگز (کالیفرنیا)
وارم اسپرینگز (به انگلیسی: Warm Springs) یک منطقهٔ مسکونی در ایالات متحده آمریکا است که در شهرستان ریورساید، کالیفرنیا واقع شده‌است. وارم اسپرینگز ۵٫۲۴۸ کیلومتر مربع مساحت و ۲٬۶۷۶ نفر جمعیت دارد و ۴۱۶٫۰۶ متر بالاتر از سطح دریا واقع شده‌است.